# Because We Can Tour
Because We Can fue una gira de conciertos llevados a cabo por parte de la banda de rock estadounidense Bon Jovi con el objetivo de promocionar el álbum What About Now.

## Lista de temas
1. "That's What the Water Made Me"
2. "You Give Love a Bad Name"
3. "Raise Your Hands"
4. "Lost Highway"
5. "Whole Lot of Leavin'"
6. "It's My Life"
7. "Because We Can"
8. "What About Now"
9. "We Got It Going On"
10. "Keep the Faith"
11. "(You Want To) Make a Memory"
12. "Captain Crash & the Beauty Queen From Mars"
13. "Born to Be My Baby"
14. "We Weren't Born to Follow"
15. "Who Says You Can't Go Home"
16. "I'll Sleep When I'm Dead" (contains elements of "Jumpin' Jack Flash," "Great Balls of Fire," and "Run Rudolph Run")
17. "Bad Medicine" (contains elements of "Shout")

Encore
1. "In These Arms"
2. "Runaway"
3. "Wanted Dead or Alive"
4. "Have a Nice Day"
5. "Livin' on a Prayer"

## Fechas de la gira
| Fecha                    | Ciudad            | País            | Lugar                              | Audiencia                    | Recaudación  |
| ------------------------ | ----------------- | --------------- | ---------------------------------- | ---------------------------- | ------------ |
| Norteamérica Leg 1       |                   |                 |                                    |                              |              |
| 10 de febrero de 2013    | Washington D. C.  | Estados Unidos  | Verizon Center                     | 16 876 / 16 876              | $2 096 190   |
| 13 de febrero de 2013    | Montreal          | Canadá          | Bell Centre                        | 35 917 / 35 917              | $4 048 253   |
| 14 de febrero de 2013    | Montreal          | Canadá          | Bell Centre                        | 35 917 / 35 917              | $4 048 253   |
| 17 de febrero de 2013    | Toronto           | Canadá          | Air Canada Centre                  | 36 497 / 36 497              | $4 004 040   |
| 18 de febrero de 2013    | Toronto           | Canadá          | Air Canada Centre                  | 36 497 / 36 497              | $4 004 040   |
| 20 de febrero de 2013    | Ottawa            | Canadá          | Scotiabank Place                   | 15 533 / 15 533              | $1 331 394   |
| 21 de febrero de 2013    | Pittsburgh        | Estados Unidos  | Consol Energy Center               | 16 369 / 16 369              | $1 600 731   |
| 23 de febrero de 2013    | University Park   | Estados Unidos  | Bryce Jordan Center                | 11 811 / 11 811              | $929 424     |
| 24 de febrero de 2013    | Buffalo           | Estados Unidos  | First Niagara Center               | 16 754 / 16 754              | $1 367 933   |
| 27 de febrero de 2013    | Atlanta           | Estados Unidos  | Philips Arena                      | 14 306 / 14 306              | $1 579 947   |
| 1 de marzo de 2013       | Tampa             | Estados Unidos  | Tampa Bay Times Forum              | 17 034 / 17 034              | $1 772 346   |
| 2 de marzo de 2013       | Sunrise           | Estados Unidos  | BB&T Center                        | 17 629 / 17 629              | $1 797 352   |
| 5 de marzo de 2013       | Charlotte         | Estados Unidos  | Time Warner Cable Arena            | 16 122 / 16 122              | $1 432 775   |
| 6 de marzo de 2013       | Nashville         | Estados Unidos  | Bridgestone Arena                  | 14 149 / 14 149              | $1 336 154   |
| 9 de marzo de 2013       | Cleveland         | Estados Unidos  | Quicken Loans Arena                | 19 050 / 19 050              | $1 725 305   |
| 10 de marzo de 2013      | Columbus          | Estados Unidos  | Nationwide Arena                   | 16 880 / 16 880              | $1 508 860   |
| 13 de marzo de 2013      | St. Louis         | Estados Unidos  | Scottrade Center                   | 16 120 / 16 120              | $1 262 376   |
| 14 de marzo de 2013      | Louisville        | Estados Unidos  | KFC Yum! Center                    | 17 881 / 17 881              | $1 485 170   |
| 16 de marzo de 2013      | Oklahoma City     | Estados Unidos  | Chesapeake Energy Arena            | 14 160 / 14 160              | $1 172 534   |
| 17 de marzo de 2013      | Lubbock           | Estados Unidos  | United Spirit Arena                | 13 255 / 13 255              | $1 201 105   |
| 2 de abril de 2013       | Calgary           | Canadá          | Scotiabank Saddledome              | 15 464 / 15 464              | $1 888 961   |
| 3 de abril de 2013       | Edmonton          | Canadá          | Rexall Place                       | 15 739 / 15 739              | $1 797 778   |
| 5 de abril de 2013       | Winnipeg          | Canadá          | MTS Centre                         | 14 550 / 14 550              | $1 649 710   |
| 7 de abril de 2013       | Saint Paul        | Estados Unidos  | Xcel Energy Center                 | 17 034 / 17 034              | $1 996 645   |
| 8 de abril de 2013       | Omaha             | Estados Unidos  | CenturyLink Center Arena           | 14 036 / 14 036              | $856 051     |
| 10 de abril de 2013      | Austin            | Estados Unidos  | Frank Erwin Center                 | 15 649 / 15 649              | $1 378 590   |
| 11 de abril de 2013      | Dallas            | Estados Unidos  | American Airlines Center           | 16 140 / 16 140              | $1 891 752   |
| 13 de abril de 2013      | Kansas City       | Estados Unidos  | Sprint Center                      | 16 390 / 16 390              | $1 455 693   |
| 14 de abril de 2013      | Des Moines        | Estados Unidos  | Wells Fargo Arena                  | 13 629 / 13 629              | $1 151 079   |
| 16 de abril de 2013      | Denver            | Estados Unidos  | Pepsi Center                       | 16 052 / 16 052              | $1 461 182   |
| 17 de abril de 2013      | Salt Lake City    | Estados Unidos  | EnergySolutions Arena              | 16 004 / 16 004              | $1 233 763   |
| 19 de abril de 2013      | Los Ángeles       | Estados Unidos  | Staples Center                     | 16 585 / 16 585              | $2 203 669   |
| 20 de abril de 2013      | Las Vegas         | Estados Unidos  | MGM Grand Garden Arena             | 13 782 / 13 782              | $2 816 950   |
| 23 de abril de 2013      | Glendale          | Estados Unidos  | Jobing.com Arena                   | 13 951 / 13 951              | $1 339 701   |
| 25 de abril de 2013      | San José          | Estados Unidos  | HP Pavilion at San Jose            | 16 631 / 16 631              | $1 570 930   |
| África                   |                   |                 |                                    |                              |              |
| 7 de mayo de 2013        | Cape Town         | Sudáfrica       | Cape Town Stadium                  | 35 407 / 35 407              | $2 611 492   |
| 11 de mayo de 2013       | Johannesburgo     | Sudáfrica       | FNB Stadium                        | 65 182 / 65 182              | $9 052 059   |
| Europa                   |                   |                 |                                    |                              |              |
| 14 de mayo de 2013       | Sofía             | Bulgaria        | Vasil Levski National Stadium      | 47 266 / 47 266              | $3 378 335   |
| 17 de mayo de 2013       | Viena             | Austria         | Trabrennbahn Krieau                | 50 513 / 50 513              | $4 800 870   |
| 18 de mayo de 2013       | Múnich            | Alemania        | Estadio Olímpico                   | 64 284 / 64 284              | $5 288 256   |
| 21 de mayo de 2013       | Fornebu           | Noruega         | Telenor Arena                      | 17 657 / 17 657              | $2 667 533   |
| 22 de mayo de 2013       | Bergen            | Noruega         | Koengen                            | 22 024 / 22 024              | $3 347 583   |
| 24 de mayo de 2013       | Stockholm         | Suecia          | Stockholm Olympic Stadium          | 31 947 / 31 947              | $3 713 393   |
| 26 de mayo de 2013       | Tampere           | Finlandia       | Tampere Stadium                    | 22 595 / 22 595              | $3 109 136   |
| 6 de junio de 2013       | Copenhague        | Dinamarca       | Parken Stadium                     | 31 078 / 31 078              | $3 158 064   |
| 8 de junio de 2013       | Mánchester        | Inglaterra      | Etihad Stadium                     | 41 501 / 41 501              | $4 067 566<  |
| 9 de junio de 2013       | Birmingham        | Inglaterra      | Villa Park                         | 35 413 / 35 413              | $3 218 037   |
| 12 de junio de 2013      | Cardiff           | Inglaterra      | Cardiff City Stadium               | 29 171 / 29 171              | $2 367 351   |
| 13 de junio de 2013      | Sunderland        | Inglaterra      | Stadium of Light                   | 41 649 / 41 649              | $2 612 563   |
| 15 de junio de 2013      | Slane             | Irlanda         | Slane Castle                       | 45 094 / 45 094              | $4 616 246   |
| 16 de junio de 2013      | Newport           | Inglaterra      | Seaclose Park                      | —                            | —            |
| 18 de junio de 2013      | Berlín            | Alemania        | Waldbühne                          | 22 967 / 22 967              | $1 998 785   |
| 19 de junio de 2013      | Gdańsk            | Polonia         | PGE Arena Gdańsk                   | 31 167 / 31 167              | $3 218 718   |
| 21 de junio de 2013      | Stuttgart         | Alemania        | Cannstatter Wasen                  | 26 522 / 26 522              | $2 575 716   |
| 22 de junio de 2013      | Cologne           | Alemania        | RheinEnergieStadion                | 42 476 / 42 476              | $3 572 843   |
| 24 de junio de 2013      | Praga             | República Checa | Eden Arena                         | 27 386 / 27 386              | $2 873 947   |
| 26 de junio de 2013      | Lisboa            | Portugal        | Bela Vista Park                    | 28 864 / 28 864              | $2 567,847   |
| 27 de junio de 2013      | Madrid            | España          | Vicente Calderón Stadium           | 43 677 / 43 677              | $1 551 294   |
| 29 de junio de 2013      | Milán             | Italia          | San Siro                           | 51 531 / 51 531              | $3 788 512   |
| 30 de junio de 2013      | Berna             | Suiza           | Stade de Suisse                    | 28 868 / 28 868              | $3 477 918   |
| 3 de julio de 2013       | Glasgow           | Reino Unido     | Hampden Park                       | 34 733 / 34 733              | $2 533 766   |
| 5 de julio de 2013       | Londres           | Reino Unido     | Hyde Park                          | —                            | —            |
| Norteamérica Leg 2       |                   |                 |                                    |                              |              |
| 12 de julio de 2013      | Chicago           | Estados Unidos  | Soldier Field                      | 45 178 / 45 178              | $4 690 204   |
| 18 de julio de 2013      | Detroit           | Estados Unidos  | Ford Field                         | 43 142 / 43 142              | $2 638 975   |
| 20 de julio de 2013      | Foxborough        | Estados Unidos  | Gillette Stadium                   | 45 912 / 45 912              | $3 514 571   |
| 22 de julio de 2013      | Saratoga Springs  | Estados Unidos  | Saratoga Performing Arts Center    | 14 015 / 14 015              | $814 776     |
| 23 de julio de 2013      | Darien Center     | Estados Unidos  | Darien Lake Performing Arts Center | 11 571 / 11 571              | $535 872     |
| 25 de julio de 2013      | East Rutherford   | Estados Unidos  | MetLife Stadium                    | 95 991 / 95 991              | $9 594 635   |
| 27 de julio de 2013      | East Rutherford   | Estados Unidos  | MetLife Stadium                    | 95 991 / 95 991              | $9 594 635   |
| Sudamérica               |                   |                 |                                    |                              |              |
| 20 de septiembre de 2013 | Río de Janeiro    | Brasil          | Rock In Rio                        | —                            | —            |
| 22 de septiembre de 2013 | São Paulo         | Brasil          | Morumbi Stadium                    | 63 198 / 63 198              | $5 695 137   |
| 24 de septiembre de 2013 | Santiago          | Chile           | Estadio Monumental                 | 34 818 / 34 818              | $2 302 796   |
| 26 de septiembre de 2013 | Buenos Aires      | Argentina       | Estadio José Amalfitani            | 38 130 / 38 130              | $4 080 422   |
| Norteamérica Leg 3       |                   |                 |                                    |                              |              |
| 29 de septiembre de 2013 | Ciudad de México  | México          | Foro Sol                           | 35 222 / 35 222              | $2 464 370   |
| 2 de octubre de 2013     | Vancouver         | Canadá          | Rogers Arena                       | 16 142 / 16 142              | $1 489 300   |
| 5 de octubre de 2013     | Tacoma            | Estados Unidos  | Tacoma Dome                        | 17 357 / 17 357              | $1 255 004   |
| 6 de octubre de 2013     | Spokane           | Estados Unidos  | Spokane Veterans Memorial Arena    | 11 254 / 11 254              | $1 434 849   |
| 8 de octubre de 2013     | Fresno            | Estados Unidos  | Save Mart Center                   | 12 463 / 12 463              | $1 017 003   |
| 9 de octubre de 2013     | Anaheim           | Estados Unidos  | Honda Center                       | 14 399 / 14 399              | $1 157 071   |
| 11 de octubre de 2013    | Los Ángeles       | Estados Unidos  | Staples Center                     | 14 257 / 14 257              | $1 336 636   |
| 12 de octubre de 2013    | Las Vegas         | Estados Unidos  | MGM Grand Garden Arena             | 13 425 / 13 425              | $1 817 412   |
| 15 de octubre de 2013    | San Antonio       | Estados Unidos  | AT&T Center                        | 13 798 / 13 798              | $999,709     |
| 16 de octubre de 2013    | Dallas            | Estados Unidos  | American Airlines Center           | 13 694 / 13 694              | $1 158 010   |
| 18 de octubre de 2013    | North Little Rock | Estados Unidos  | Verizon Arena                      | 15 422 / 15 422              | $1 318 705   |
| 20 de octubre de 2013    | Lincoln           | Estados Unidos  | Pinnacle Bank Arena                | 13 936 / 13 936              | $1 013 624   |
| 22 de octubre de 2013    | Green Bay         | Estados Unidos  | Resch Center                       | 9178 / 9178                  | $1 323 163   |
| 23 de octubre de 2013    | Chicago           | Estados Unidos  | United Center                      | 13 560 / 13 560              | $1 146 614   |
| 25 de octubre de 2013    | Uncasville        | Estados Unidos  | Mohegan Sun Arena                  | 9091 / 9091                  | $2 043 338   |
| 1 de noviembre de 2013   | Toronto           | Canadá          | Air Canada Centre                  | 35 859 / 35 859              | $3 423 340   |
| 2 de noviembre de 2013   | Toronto           | Canadá          | Air Canada Centre                  | 35 859 / 35 859              | $3 423 340   |
| 5 de noviembre de 2013   | Philadelphia      | Estados Unidos  | Wells Fargo Center                 | 16 177 / 16 177              | $1 448 021   |
| 6 de noviembre de 2013   | Raleigh           | Estados Unidos  | PNC Arena                          | 15 899 / 15 899              | $1 004 941   |
| 8 de noviembre de 2013   | Montreal          | Canadá          | Bell Centre                        | 18 131 / 18 131              | $1 927 699   |
| Asia                     |                   |                 |                                    |                              |              |
| 3 de diciembre de 2013   | Osaka             | Japón           | Osaka Dome                         | 21 937 / 21 937              | $2 467 931   |
| 4 de diciembre de 2013   | Tokio             | Japón           | Tokyo Dome                         | 40 000 / 40 000              | $4 458 661   |
| Australia                |                   |                 |                                    |                              |              |
| 7 de diciembre de 2013   | Melbourne         | Australia       | Etihad Stadium                     | 91 505 / 91 505              | $12 170 951  |
| 8 de diciembre de 2013   | Melbourne         | Australia       | Etihad Stadium                     | 91 505 / 91 505              | $12 170 951  |
| 11 de diciembre de 2013  | Adelaida          | Australia       | AAMI Stadium                       | 39 368 / 39 368              | $4 451 035   |
| 12 de diciembre de 2013  | Perth             | Australia       | Perth Arena                        | 14 062 / 14 062              | $2 975 768   |
| 14 de diciembre de 2013  | Sídney            | Australia       | ANZ Stadium                        | 60 510 / 60 510              | $8 079 581   |
| 15 de diciembre de 2013  | Sídney            | Australia       | Sídney Entertainment Centre        | 11 113 / 11 113              | $1 408 400   |
| 17 de diciembre de 2013  | Brisbane          | Australia       | Suncorp Stadium                    | 42 316 / 42 316              | $5 869 331   |
| TOTAL                    | TOTAL             | TOTAL           | TOTAL                              | 2 497 731 / 2 497 731 (100%) | $247 040 028 |

## Shows cancelados
| Fecha                    | Ciudad    | País           | Lugar                        | Razones                                 |
| ------------------------ | --------- | -------------- | ---------------------------- | --------------------------------------- |
| 14 de julio de 2013      | Cleveland | Estados Unidos | FirstEnergy Stadium          | Desconocido                             |
| 18 de septiembre de 2013 | Asunción  | Paraguay       | Jockey Club del Paraguay     | Razones de logística                    |
| 18 de septiembre de 2013 | Córdoba   | Argentina      | Estadio Mario Alberto Kempes | Recuperación de un miembro de la bandar |

## Personal

### Banda
- Jon Bon Jovi – voz, guitarra
- Richie Sambora – guitarra, voz, talkbox
- Hugh McDonald – bajo, voz
- Tico Torres – baterías
- David Bryan – teclado, voz

### Músicos adicionales
- Bobby Bandiera – guitarra, voz
- Phil X – guitarra, voz, talkbox
- Rich Scanella - batería